# Leeds United AFC säsongen 1920/1921
Leeds United AFC säsongen 1920/1921 var klubben och lagets första säsong i The Football League efter föregångaren Leeds City FC uteslutning och upplösande säsongen innan. Leeds United spelade sin första ligasäsong i division 2.
Den nya klubben övertog Elland Road från Yorkshire Amateurs AFC som använt arenan under mellanperioden efter Leeds Citys upplösning. Återskapandet av professionell fotboll i staden Leeds var fullbordat när klubben valdes in i ligasystemet den 31 maj 1920. I omröstningen fick Leeds United 31 röster med Cardiff City på andra plats med 23, och båda klubbarna blev antagna till ligans andra division säsongen 1920/21.
Leeds förlorade den första ligamatchen den 28 augusti 1920 borta mot Port Vale med 0-2 och även den efterföljande matchen mot South Shields med 1–2, då 16 958 personer dock fick se Len Armitage göra klubbens första ligamål någonsin. I den tredje matchen, hemma mot Port Vale, tog klubben sin första ligaseger någonsin då de vann med 3-1.. Laget slutade denna första säsong på en 14:e plats av totalt 22 lag i serien.
I FA-cupen drog sig Leeds ur redan i förkvalet och kvalificerade sig därmed inte till FA-cupens första omgång. Leeds vann i första för-kvalomgången mot Boothtown hemma med 5-2 och i andra för-kvalomgången mot Leeds Steelworks (hemma) med 7-0 men drog sig ur innan första kvalomgången

## Sluttabell i ligan 1920/1921
Leeds placering i sluttabellen The Football League, division 2 säsongen 1920/1921.
| Nr | Lag                        | S  | V  | O  | F  | GM | IM | MS  | P  |
| -- | -------------------------- | -- | -- | -- | -- | -- | -- | --- | -- |
| 13 | Hull City FC               | 42 | 10 | 20 | 12 | 43 | 53 | −10 | 40 |
| 14 | Leeds United AFC           | 42 | 14 | 10 | 18 | 40 | 45 | −5  | 38 |
| 15 | Wolverhampton Wanderers FC | 42 | 16 | 6  | 20 | 49 | 66 | −17 | 38 |

|  | The Football League, division 2 mästare. |
|  | Direktkvalificerade till Division 1.     |

### Spelartruppen 1920/1921
Leeds United spelartrupp säsongen 1920/1921. De första elva namngivna spelarna utgjorde de elva som spelade den första ligamatchen för säsongen (och därmed någonsin) den 28 augusti 1920 när Leeds spelade borta mot Port Vale.
| Nr | Land    | Pos | Namn                  |
| -- | ------- | --- | --------------------- |
|    | England | MV  | Billy Down (Ålder:22) |
|    | England | F   | Albert Duffield (26)  |
|    | England | F   | Arthur Tillotson (26) |
|    | England | MF  | Robert Musgrove (27)  |
|    | England | MF  | Jim Baker (28)        |
|    | England | MF  | Jimmy Walton (29)     |
|    | England | A   | George Mason (23)     |
|    | England | A   | Ernie Goldthorpe (22) |
|    | England | A   | Robert Thompson (30)  |
|    | England | A   | Jack Lyon (26)        |
|    | England | A   | Jerry Best (19)       |

| Nr | Land      | Pos | Namn                |
| -- | --------- | --- | ------------------- |
|    | Skottland | F   | Jimmy Frew (28)     |
|    | England   | MF  | George F. Cooper    |
|    | England   | MF  | Ernie Hart (18)     |
|    | England   | MV  | Harold Jacklin (23) |
|    | England   | A   | Len Armitage (20)   |
|    | Skottland | F   | Jock McGee (18)     |
|    | England   | F   | Dick Coope          |
|    | England   | A   | Merton Ellson (27)  |
|    | Skottland | MF  | George Stuart (48)  |

Spelarnas ålder inom parentes beräknas från 1 september, det vill säga vid den aktuella säsongens början.